# 383
383 (CCCLXXXIII) var ett normalår som började en söndag i den julianska kalendern.

## Händelser

### Januari
- 19 januari – Arcadius utnämns till östromersk kejsare.

### Okänt datum
- Romerska trupper i Britannien utropar Magnus Maximus till kejsare. Han förflyttar sig till kontinenten och gör Trier till sitt högkvarter. Gallien, de italienska provinserna och Hispania svär honom tro och lydnad.
- Eunomius av Cyzicus förvisas till Moesia.
- Jindynastin besegrar Tidigare Qindynastin i Anhui i slaget vid Feishui.
- Shahpour III blir kung av Persien.
- I Mexiko bygger toltekerna pyramider.

## Avlidna
- 25 augusti – Gratianus, romersk kejsare (mördad)
- Ardashir II, kung av Persien
- Frumentius, känd som Etiopiens apostel
- Wulfila, ariansk, gotisk biskop